# Walter Tennyson Swingle
Walter Tennyson Swingle (Canaan, Pennsilvània, 1871 – Washington DC, 1952) va ser un botànic agrònom estatunidenc que va contribuir substancialment a la taxonomia dels cítrics

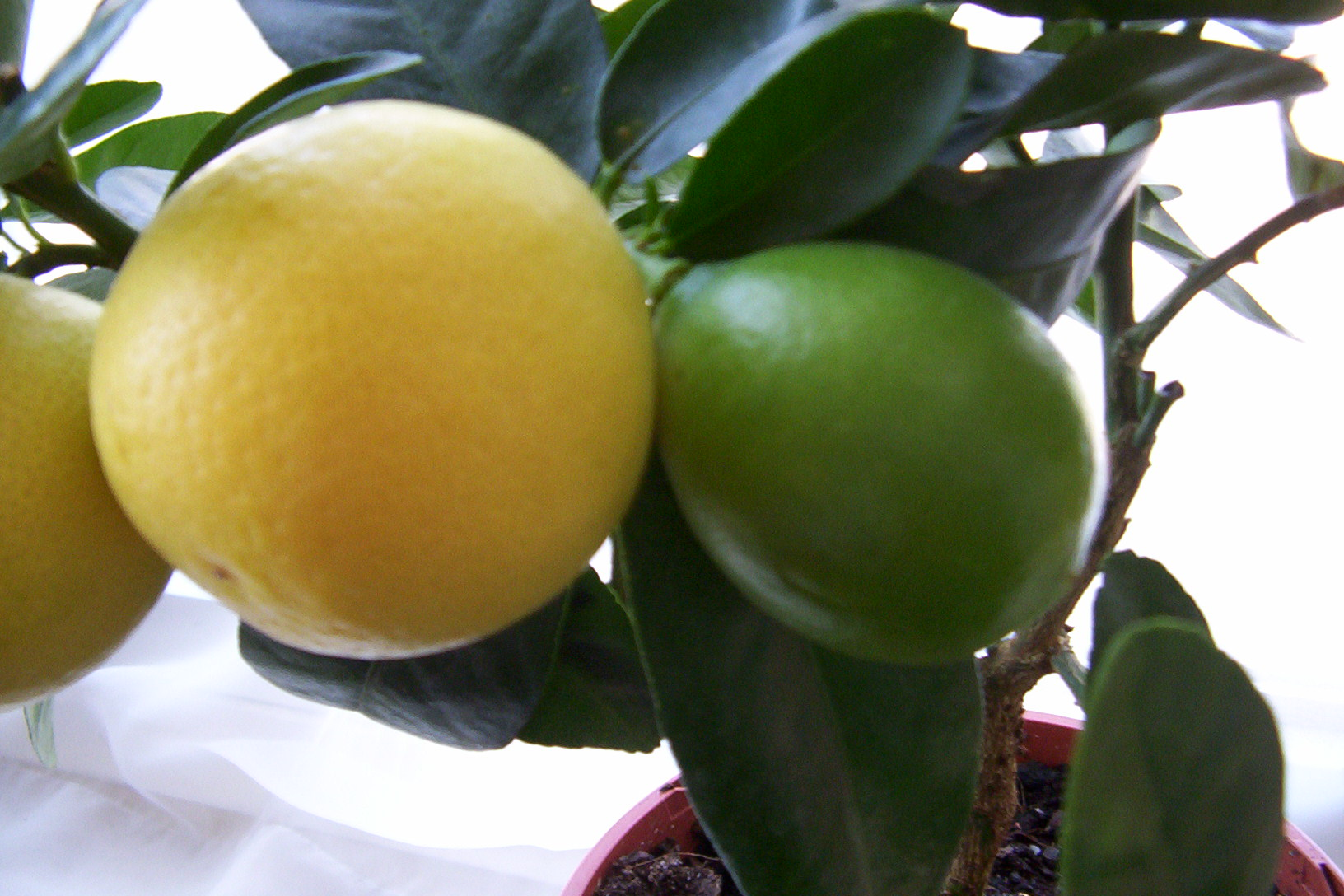
Limequat és un cítric híbrid creat per Swingle.

Treballà per al United States Department of Agriculture (1891), investigà fruits subtropicals, fundà laboratoris a Florida i investigà la fisiologia vegetal i la cria de plantes.
Visità la Conca del Mediterrani, països d'Europa, Àfrica del Nord i Anatòlia d'on introduí a Caliòrnia els dàtils, les figues i els pistatxos i altres plantes útils.
De la Xina portà 100.000 volums a la Library of Congress. Swingle desenvolupà el tangelo el 1897 a Eustis, Florida.

## Algunes publicacions
- The grain smuts: how they are caused and how to prevent them, 1898.
- Diœcism of the fig in its bearing upon caprification, 1899.
- The date palm and its utilization in the southwestern states, 1904.
- Citrus ichangensis, a promising, hardy, new species from southwestern China and Assam, 1913.
- Citropsis, a new tropical African genus allied to Citrus, 1914.
- Eremocitrus, 1914.
- Chronologic list of the dissertations of Charles Linnaeus 1743 to 1776, 1923.
- New citrus hybrids, 1931.
- Quarantine procedure to safeguard the introduction of citrus plants : a system of aseptic plant propagation.